# 未来予想図II
「未来予想図II」（みらいよそうず ツー）は、DREAMS COME TRUEの楽曲。作詞・作曲は吉田美和、編曲は中村正人。

## 解説
未来予想図II [7'19"]
- 2ndアルバム『LOVE GOES ON…』（1989年11月発売）のラストを飾る10曲目に収録された。
- 演奏時間は7分19秒(後にリメイクされた'07 Versionの演奏時間は7分26秒)であり、Dreams Come Trueでは最も長い楽曲。
- シングル曲ではないがドリカムの代表曲の一つであり、数多くのアーティストにカバーされている。
- 「未来予想図」「未来予想図II」は共に吉田美和が高校時代に作った曲[1][2][3]であるが、1989年に「未来予想図II」が先に発表された。2年後の1991年に発売された4thアルバム『MILLION KISSES』に「未来予想図」が収録されるが、曲が出来たのはそちらの方が先だった為、そのままのタイトルでリリースされた[4]。未来予想図と比較して、未来予想図IIの方が知名度、再演回数も多いためこちらの曲を「未来予想図」と呼称されることも多い。インターネット検索でも「未来予想図」と検索しても「未来予想図II」の方が検索トップに出てくることが多い。
- 1993年、SONY「ハンディカム」のCMソングに起用された[5]。歌詞中にもある「5回点滅させるサイン」は様々なメディアや作品でオマージュされている。
- 1998年に高校の音楽教科書に掲載された[6]。
- アルバム曲でありながら、ドリカムのベストアルバム数作（THE SOULなど）や、4年に1度しか開催されない大型ライブ『史上最強の移動遊園地 DREAMS COME TRUE WONDERLAND』では必ず上位にランクインするほど人気がある。
- 調は嬰ヘ長調（変ト長調）[7]。
- フェイス・ワンダワークスが2015年（平成27年）に発表したGIGAエンタメロディで15年間で最も多くダウンロードされた着信メロディを集計した「着信メロディ15年間ランキング」において5位にランクインされた[8]。

未来予想図II (シングル「笑顔の行方」収録 Version) [6'32"]
- 1990年発売の5thシングル「笑顔の行方」のカップリング曲としてリカットされた。シングルバージョンの収録時間は6分32秒で、曲の最後でフェードアウトする様にアレンジされている。

未来予想図II (English Version)
- 2007年8月、HONDA「オデッセイ」CMソングとして「未来予想図II (English Version)」が使用された[9]。English Versionは「着うた」で「AメロVer.」「サビVer.」が配信されたが[10]、その他の音源化はされていない。

未来予想図II (Version '07) [7'26"]
- 2007年10月、「未来予想図」「未来予想図II」のアンサーソングとして新曲「ア・イ・シ・テ・ルのサイン 〜わたしたちの未来予想図〜」が制作され、40枚目のシングルとしてリリースされた。カップリング曲には「未来予想図～Version '07～」「未来予想図II～Version '07～」と題したそれぞれのリメイク版が収録された。以降のベスト盤にはリメイク版を中心に収録されている。

## ミュージックビデオ
| 楽曲                        | ミュージックビデオ                                                                           |
| --------------------------- | -------------------------------------------------------------------------------------------- |
| 未来予想図II                | Dreams Come True「未来予想図II」(from DWL2007 Live Ver.) - YouTube                           |
| 未来予想図II～Version '07～ | Dreams Come True「未来予想図II～Version '07～」(from Live from DWL 2015 Live Ver.) - YouTube |

## タイアップ
| 楽曲                           | タイアップ                                                     |
| ------------------------------ | -------------------------------------------------------------- |
| 未来予想図II                   | SONY「ハンディカム」CMソング (1993)                            |
| 未来予想図II (English Version) | HONDA「オデッセイ」CMソング (2007)                             |
| 未来予想図II～Version '07～    | 映画「未来予想図 〜ア・イ・シ・テ・ルのサイン〜」挿入歌 (2007) |
| 未来予想図II～Version '07～    | かんぽ生命「企業CM(夢のフライト篇)」CMソング (2018)            |

## 収録作品
| 楽曲                                              | 収録作品 |
| ------------------------------------------------- | --- |
| 未来予想図II                                      | アルバム「LOVE GOES ON…」                                                                                          |
| 未来予想図II                                      | コンピレーションアルバム「DREAMS COME TRUE GREATEST HITS "THE SOUL"」                                              |
| 未来予想図II                                      | コンピレーションアルバム「DREAMAGE-DREAMS COME TRUE “LOVE BALLAD COLLECTION”」                                     |
| 未来予想図II (シングル「笑顔の行方」収録 Version) | シングル「笑顔の行方」                                                                                             |
| 未来予想図II～Version '07～                       | シングル「ア・イ・シ・テ・ルのサイン 〜わたしたちの未来予想図〜」                                                  |
| 未来予想図II～Version '07～                       | コンピレーションアルバム「DREAMS COME TRUE GREATEST HITS "THE SOUL 2"」(DO YOU DREAMS COME TRUE? 初回限定盤 A付属) |
| 未来予想図II～Version '07～                       | コンピレーションアルバム「DREAMS COME TRUE THE BEST! 私のドリカム」                                                |

## カバー
| リリース       | アーティスト         | 収録作品                                                                                |
| -------------- | -------------------- | --------------------------------------------------------------------------------------- |
| 2000年11月22日 | 川上とも子           | アルバム「ミレニアム・シリーズ タイムカプセル Vol.8 せつなさはタカラモノ」              |
| 2002年5月22日  | SMOOTH ACE           | カバーアルバム「Smooth Le Gout Avec Piano」                                             |
| 2006年2月2日   | SOTTE BOSSE          | カバーアルバム「Essence of Life」                                                       |
| 2006年4月19日  | Chicken Garlic Steak | アルバム『FOUNDATION』                                                                  |
| 2006年5月31日  | INSPi                | アルバム『インスピ･復刻盤3』                                                            |
| 2006年8月30日  | 徳永英明             | カバーアルバム「VOCALIST 2」                                                            |
| 2007年12月5日  | 河村隆一             | カバーアルバム「evergreen anniversary edition」                                         |
| 2007年7月19日  | 大橋純子             | カバーアルバム「Terra」                                                                 |
| 2008年7月9日   | 青山テルマ           | シングル「何度も」カップリング                                                          |
| 2009年9月16日  | つるの剛士           | カバーアルバム「つるのおと」                                                            |
| 2009年10月28日 | スコット・マーフィー | カバーアルバム「Guilty Pleasures LOVE」                                                 |
| 2009年7月15日  | ZYX-α                | カバーアルバム「チャンプル①〜ハッピーマリッジソングカバー集〜」                         |
| 2010年4月28日  | Naomile              | アルバム『SWEETS RESORT J-POP HIT COVERS HIBISCUS』                                     |
| 2010年10月6日  | 中西保志             | カバーアルバム「Standards4」                                                            |
| 2012年2月22日  | 川嶋あい             | アルバム『My Favorite Songs ～旅立ち～』                                                |
| 2012年8月15日  | ダウト               | アルバム『high collar』（中華盤）                                                       |
| 2012年10月17日 | 菊地真(声:平田宏美)  | カバーアルバム「The IdolM@ster Anim@tion Master 生っすか Special 04」                   |
| 2012年11月21日 | LUVandSOUL           | カバーアルバム「Harmony」                                                               |
| 2013年1月23日  | 越山元貴             | アルバム『I'm A 北海道MAN』                                                             |
| 2013年3月6日   | Acid Black Cherry    | カバーアルバム「Recreation 3」                                                          |
| 2014年3月26日  | いきものがかり       | トリビュートアルバム「私とドリカム -DREAMS COME TRUE 25th ANNIVERSARY BEST COVERS-」    |
| 2014年6月25日  | 當山みれい           | シングル「Fallin' Out/I Wanna NO feat.SHUN」初回生産限定盤。                            |
| 2015年4月1日   | 三浦大知             | トリビュートアルバム「私とドリカム2 -ドリカムワンダーランド2015 開催記念 BEST COVERS-」 |
| 2015年6月3日   | クリス・ハート       | カバーアルバム「Heart Song III」                                                        |
| 2016年9月21日  | MACO                 | アルバム「Love Letter」iTunes Store版                                                   |
| 2017年5月3日   | Ms.OOJA              | カバーアルバム「Ms. OOJAの、いちばん泣けるドリカム」                                    |
| 2019年9月25日  | ジェジュン           | カバーアルバム「Love Covers」                                                           |